# Saxifraga hirculus
Saxifraga hirculus es una especie de planta fanerógama perteneciente a la familia Saxifragaceae. Es originaria del Hemisferio Norte.

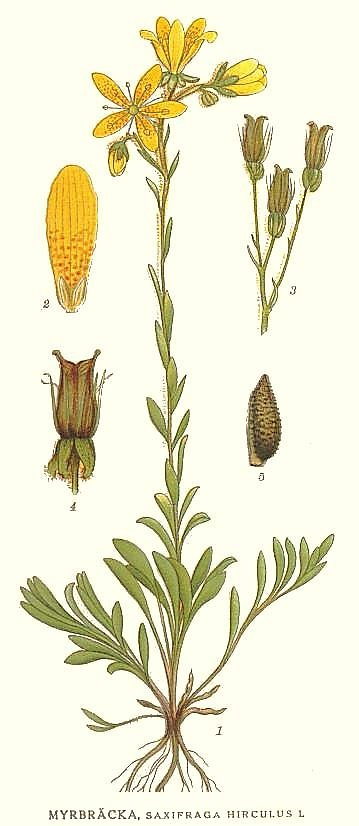
Ilustración

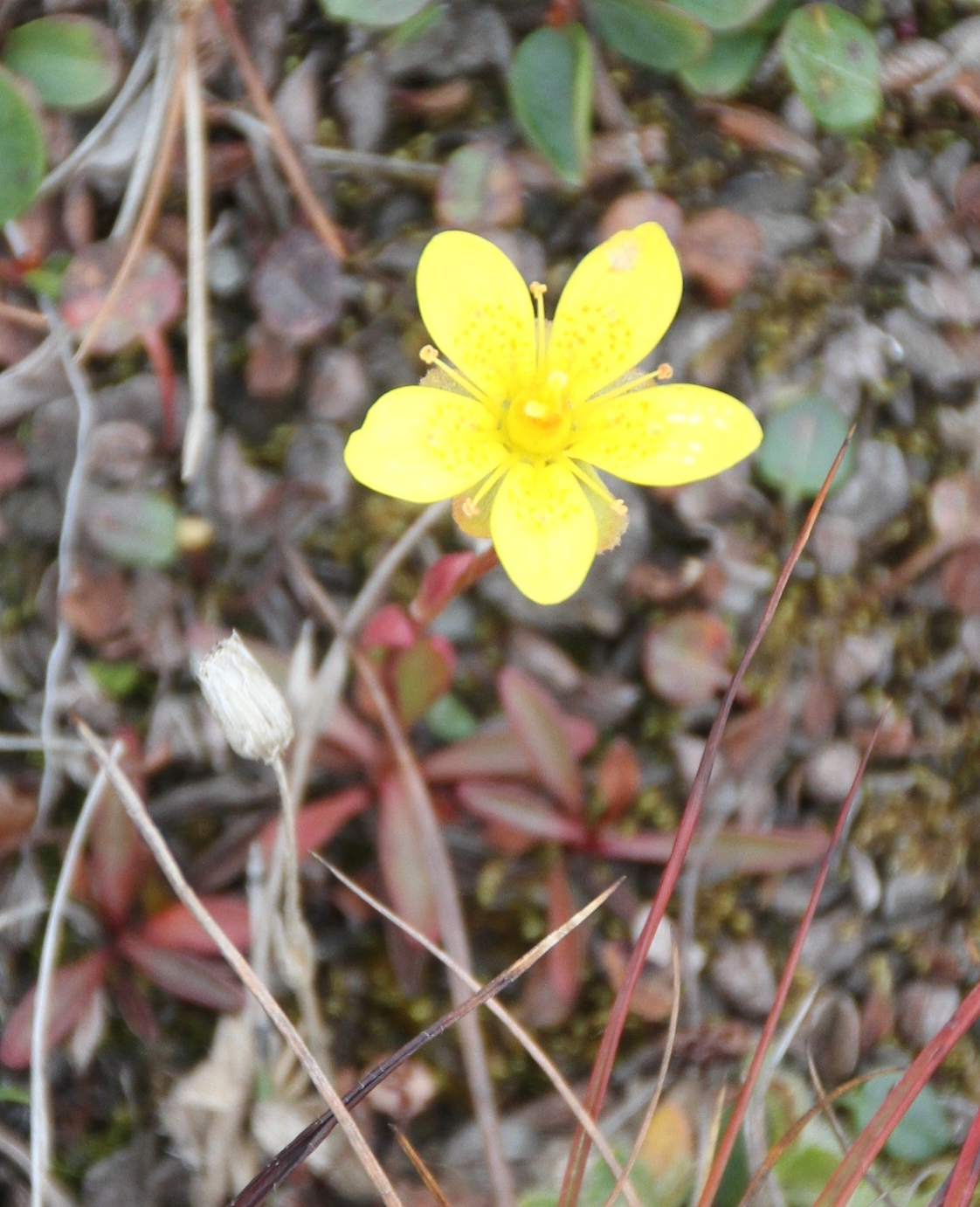
Detalle de la flor

## Descripción
Crece como una planta perenne de hoja caduca, herbácea y alcanza un tamaño de 10 a 40 cm de altura. Se forma en las axilas de las hojas basales o de rizomas. El tallo es peludo de color marrón rojizo. Las hojas están dispuestas en rosetas. Las hojas en forma de delgadas y ligeramente carnosas palas simples, tienen una longitud de por lo general de 10 a 30 mm linear-lanceoladas lineal con extremo superior agudo afilado. Las flores son una o de dos a cuatro con 2-3,7 cm de largo. Las flores son pentámeras y hermafroditas con simetría radial y  doble perianto. Los cinco sépalos libres, a veces de color púrpura son generalmente glabras, raramente peludo de color marrón rojizo, con una longitud de 3 a 6,1 mm y una anchura de 1,5 a 3,5 mm triangular. El fruto es una cápsula que contiene muchas semillas marrones.

## Taxonomía
Saxifraga hirculus fue descrita por Carlos Linneo y publicado en Species Plantarum 1: 402–403. 1753.

### Etimología
Saxifraga: nombre genérico que viene del latín saxum, ("piedra") y frangere, ("romper, quebrar"). Estas plantas se llaman así por su capacidad, según los antiguos, de romper las piedras con sus fuertes raíces. Así lo afirmaba Plinio, por ejemplo.
hirculus: epíteto latino que significa "chivito".

### Variedades aceptadas
- Saxifraga hirculus subsp. alpina (Engl.) Á.Löve

### Sinonimia
- Hirculus propinquus Haw.
- Hirculus prorepens (Fisch. ex Sternb.) Á.Löve & D.Löve
- Hirculus punctatus Raf.
- Hirculus ranunculoides Haw.
- Kingstonia guttata Gray
- Leptasea hirculus (L.) Small
- Saxifraga aizoides var. autumnalis (L.) Engl. & Irmsch.
- Saxifraga autumnalis L.
- Saxifraga flava Lam.
- Saxifraga lanuginosa Jacquem. ex Decne.
- Saxifraga lutea Gilib.
- Saxifraga montana f. oblongipetala T.C. Ku
- Saxifraga nutans Adams
- Saxifraga palustris Salisb.
- Saxifraga propinqua (Haw.) R.Br.
- Saxifraga prorepens Fisch. ex Sternb.[10]